# قمحي (لون)

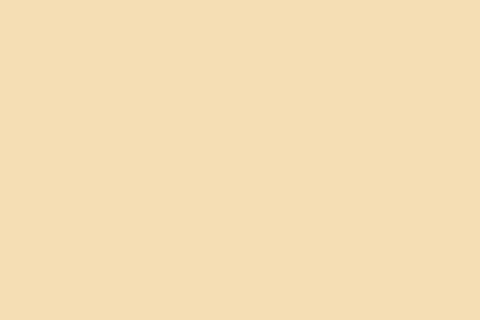
قمحي

اللون القمحي (بالإنجليزية: Wheat color) هو لون حبات القمح. أول استخدام مسجل باللغة الإنجليزية للقمحي كاسم اللون كان في عام 1711. القمحي هو لون مستخدم في ألوان الويب.
لا ينبغي الخلط بينه وبين اللون الحنطاوي وهو البُني الفاتح [الإنجليزية]

## انظؤ أيضًا
- اللون البني